# Dolno Egri
Dolno Egri (macedónul: Долно Егри) település Észak-Macedóniában, a Pelagonijai körzet Bitolai járásában.

## Népesség
| Lakosok száma | 170  | 213  | 230  | 124  | 86   |      |
|               | 1948 | 1953 | 1961 | 1971 | 1981 | 2002 |

2002-ben lakatlan település.